# جس بارکر
جس بارکر (انگلیسی: Jess Barker؛ ۴ ژوئن ۱۹۱۲ – ۸ اوت ۲۰۰۰) یک هنرپیشه اهل ایالات متحده آمریکا بود. وی بین سال‌های ۱۹۴۳ تا ۱۹۷۷ میلادی فعالیت می‌کرد. وی شوهر اول سوزان هیوارد بود. از فیلم‌هایی که پارکر در آن بازی کرده‌است می‌توان به دختر مدل، خیابان اسکارلت، عصر وحشت، شیرفروش، کلاه‌سبزها، و مرگ ناگهانی اشاره‌کرد.

## مرگ
بارکر در سال 2000 بر اثر نارسایی کبد درگذشت.